# Alexander Ireland
Alexander Ramsay „Alex“ Ireland (* 11. Februar 1901 in Edinburgh; † 24. Januar 1966 ebenda) war ein britischer Boxer. Er nahm an den Olympischen Sommerspielen 1920 in Antwerpen teil.
Alexander Ireland gewann bei den Olympischen Spielen 1920 in Antwerpen die Silbermedaille im Weltergewicht. 1921 wurde er britischer Amateurmeister, danach wurde er Profi. Im Jahr 1926 gewann er den schottischen Weltergewichtstitel gegen Hamilton Johnny Brown. 1928 gewann er im Kampf gegen Tommy Milligan den Titel im Europäischen, Commonwealth- und britischen Mittelgewicht. Sechs Monate später verteidigte Irland erfolgreich den Commonwealth- und den britischen Mittelgewichtstitel gegen Frank Moody. Am 16. Mai 1929 verlor er die beiden Titel durch K. o. gegen Len Harvey. Am 14. April 1930 verlor er gegen Steve McCall den Kampf um den schottischen Mittelgewichtstitel nach Punkten. Danach beendete er seine Karriere. Er gewann 21 Kämpfe bei neun Niederlagen und drei Unentschieden.

## Ergebnisse bei den Olympischen Spielen
- 1. Runde: Freilos
- 2. Runde: Sieg über Willy Reichenbach (Schweiz)
- Viertelfinale: Sieg über August Suhr (Dänemark)
- Halbfinale: Sieg über William Clark (USA)
- Kampf um die Goldmedaille: Niederlage gegen Bert Schneider (Kanada)